# Chaunay
Chaunay település Franciaországban, Vienne megyében. Lakosainak száma 1201 fő (2022. január 1.). Chaunay Limalonges, Vanzay, Blanzay, Brux, Champagné-le-Sec, Linazay és Sauzé-entre-Bois községekkel határos.

## Népesség
A település népességének változása:
| Lakosok száma | 1174 | 1173 | 1213 | 1212 | 1213 | 1211 | 1216 | 1209 | 1201 |
|               | 2013 | 2015 | 2016 | 2017 | 2018 | 2019 | 2020 | 2021 | 2022 |